# Комодор Интернешънъл
Commodore International (Комодор Интернешънъл) e бивша компютърна компания, базирана в Пенсилвания, САЩ. Има голям принос и е била от важно значение за развитието на персоналните компютри през 1980-те години. Произвежда най-добре продавания персонален компютър през 1980-те години, познат като Commodore 64.
През 1994 г. компанията фалира, като след това няколко пъти се опитва да пробие отново със своите компютърни системи Amiga.

## История
Commodore International започва своята дейност в Торонто, Канада, създадена от Джек Трамил (Jack Tramiel) през 1954 г. Преди това той е имал малък бизнес – поправял е пишещи машини и е работил като таксиметров шофьор в Ню Йорк. След като подписва договор с чехословашка фирма, той се мести в Торонто, за да започне новата дейност, като дизайнер, но вълна от евтини японски машини, която залива САЩ, го измества от пазара и той започва кариера в сферата на изчислителните машини.
През 1963 г. новата компания е наречена Commodore Business Machines (CBM), но след като в края на 1960-те години историята с японците се повтаря, ръководството го изпраща в Япония, за да проучи причините за успеха им. Трамил се завръща, но с нова идея: електронните калкулатори, които сега навлизат на пазара.
Commodore създават производствена линия за калкулатори, като произвеждат както потребителски (непрофесионални), така и калкулатори с научна цел и много функции. През 1975 г. фирмата Texas Instruments, започва производството на много по-евтини калкулатори от тези на Commodore и това за трети път предизвиква преустановяване на дейността, след като Чък Пидъл (разработчик на чипове от фирмата MOS Technology Inc., която е купена от Commodore, поради финансови затруднения) решава, че трябва да участва като главен инженер в Commodore International.
Един път влязъл в управлението, той се обявява против производството на калкулатори, смятайки, че те вече нямат бъдеще. Според него компанията трябва да се ориентира към персоналните компютри. През 1977 г. на пазара излиза първият компютър Commmodore PET. От този момент нататък фирмата се превръща в основен производител на компютри по онова време.

## Модели персонални компютри на Commodore

### Commodore PET
Commodore PET (Personal Electronic Transactor) е персонален компютър, произвеждан в края на 1970-те години. Той не е бил никога масово продаван извън Канада, САЩ и Великобритания, но е първият компютър на фирмата, който е имал всички нормални функции и е използван главно с образователна цел в училища и университети.
Моделите PET са с процесор 1 MHz и MOS Technology 6502, RAM от 4 до 96 kB, операционна система: Microsoft BASIC 1.0~4.0, използва Datassette (външно устройство за запазване на информацията върху обикновена касета)

### Commodore VIC-20
VIC-20 е 8-битов домашен компютър с 5 kB RAM, MOS Technology 6502 на процесора, работещ на 1 MHz, използващ Datassette.
Компютърът е произведен през 1980 г. в Япония и 1981 г. в Европа, около 3 години след излизането на PET. Външният дизайн на машината е използван впоследствие от Commodore 64 и 16. VIC-20 е първият микрокомпютър, продаден в около 1 милион екземпляра по цял свят.

### Commodore 16
Commodore 16 е пуснат в продажба през 1984 г. Създаден е с цел да замести предшественика си VIC-20, цената му е по-ниска, бива по-масово продаван. Продават се версии с процесор 0.89 MHz или 1.76 MHz (MOS Technology 7501), оперативната памет e 16 kB.

### Commodore 64
Легендарният Commodore 64 е останал в историята, като най-продавания единичен модел компютър на всички времена по цял свят от 1982 г. – годината на излизането му на пазара до 1993 г., когато фирмата е пред фалит. Процесорът отново е 1 MHz, 64 kB RAM, операционна система Commodore BASIC 2.0. Както и по-ранните модели, използва Datassette устройство, чрез което данните се записват на касета, както и флопи-дисково устройство 5¼".
Поради лесното боравене с този компютър (той може да се включи към телевизор, точно както повечето видео игри), той намира широка употреба и е ориентиран както към крайния потребител, така и към бизнес клиенти (магазини, фирми, малки предприятия). Използва се много често за игри, но и за друга дейност. За него са написани около 10 000 програми (офис приложения, програмни редактори, игри). Той се използва още и днес, най-вече от ентусиасти като хоби. Този компютър е емблематичен и е символ на компютърната индустрия през 1980-те.

### Commodore 128
Commodore 128 е последната продавана 8-битова машина на фирмата.
Компютърът разполага с два на процесора – 2 MHz (MOS Technology 8502) и 4 MHz (Zilog Z80A) и следователно две работни скорости. Оперативната памет е 128 kB, но може да се разшири до 640 kB. Има 16 kB видео-RAM, операционната му система е Microsoft BASIC 7.0. Към него се включва и флопи „Commodore 1571“, което работи с дискети 5¼". В този модел е включена и първата истинска клавиатура на Commodore, която напомня сегашните.
Този модел на Commodore работи в три различни режима. Това са:
- текстовият режим C128, който е стандартен за машината и се поддържа от процесора 8502.
- CP/M режим, в който се зарежда операционната система CP/M, и при който работи вторият процесор, който е на 4 MHz. CP/M системата (използвана най-вече в други компютри по онова време) е за Commodore 128 като терминален емулатор със своите програмни приложения, които се зареждат от флопи-диска и всичко това води до неефективно използване на ресурсите на 4 мегахерцовия процесор. Въпреки че тя се разпространява като задължителна част в системата, е била слабо използвана от потребителите.
- C64 режим, почти еднакъв с режима на работа на Commodore 64.

С всички тези въведения в модела C128 и със своята сложна и претрупана архитектура, компютърът не успява да постигне такъв успех като C64, но въпреки това напредналите потребители са виждали в него една многофункционална машина и BBS-терминал, които са едновременно платформа за приложения и игри, както на Commodore, така и на CP/M.